# Caryospora ahaetullae
Caryospora ahaetullae – gatunek pasożytniczych pierwotniaków należący do rodziny Eimeriidae z podtypu Apicomplexa, które kiedyś były klasyfikowane jako protista. Występuje jako pasożyt węży. C. ahaetullae cechuje się tym iż oocysta zawiera 1 sporocystę. Z kolei każda sporocysta zawiera 8 sporozoitów.
Obecność tego pasożyta stwierdzono u Ahaetulla nasuta należącego do rodziny połozowatych (Colubridae).
Występuje w Azji na terenie Tajlandii.

## Sporulowana oocysta
Jest kształtu kulistego o średnicy 22,5 – 26 μm. Posiada pojedynczą ścianę o grubości 0,75 μm, barwy od żółtawej do ochry. Brak mikropyli oraz wieczka biegunowego. Występuje ciałko biegunowe, które u tego gatunku jest w postaci jednej lub dwóch kulistych ziarnistości o wielkości 1,5 – 2 μm, zwykle przylegających do wewnętrznej strony ściany oocysty.

## Sporulowana sporocysta i sporozoity
Sporocysty kształtu elipsoidalnego o długości 18 – 19,5 μm, szerokości 13 – 15 μm. Ściana sporocysty pojedyncza, bezbarwna o grubości około 0,5 μm. Występuje ciałko Stieda o długości 3 – 4 μm i szerokości 2,5 – 3,5 μm. Dodatkowo jest substieda body (SBB)  o wymiarach 4 – 4,5 μm szerokości, 1 – 1,5 μm długości. Brak parastieda body (PSB). Występuje ciałko resztkowe sporocysty w postaci centralnie umieszczonych ziarnistości, rozrzuconych pomiędzy sporozoitami. Sporozoity robakowatego kształtu. Każdy z nich zawiera dwa ciałka hialinowe. Przednie ciałko hialinowe kształtu sferycznego mające 3,5 μm długości, 3 μm szerokości. Ciałko hialinowe tylne większe. Pomiędzy ciałkami znajduje się pojedyncze kuliste jądro.